# Jon Hamm
Jonathan Daniel Hamm (sinh ngày 10 tháng 3 năm 1971) là nam diễn viên người Mỹ. Ông được biết tới với vai Don Draper trong phim truyền hình Mad Men (2007–2015), vai diễn mang về cho ông nhiều giải thưởng, bao gồm một giải Primetime Emmy Award và hai giải Golden Globe Awards.
Ở lĩnh vực điện ảnh, Hamm cũng được biết tới qua vai chính trong nhiều phim như: Stolen (2010), Million Dollar Arm (2014), Keeping Up with the Joneses (2016), Beirut (2018) và Confess, Fletch (2022), và vai phụ trong các phim The Town (2010), Sucker Punch (2011), Bridesmaids (2011), Baby Driver (2017), Tag (2018), Bad Times at the El Royale (2018), The Report (2019), Richard Jewell (2019), No Sudden Move (2021) và Top Gun: Maverick (2022). Ông cũng lồng tiếng trong các phim hoạt hình Shrek Forever After (2010) và Minions (2015).
Ông từng tham gia các phim truyền hình A Young Doctor's Notebook, Black Mirror, Fargo. Ông được đề cử giải Emmy cho vai diễn trong các phim 30 Rock và Unbreakable Kimmy Schmidt. Ông cũng tham gia các sê-ri Parks and Recreation, Curb Your Enthusiasm và The Morning Show.